# Jean-Marie Le Gall
Pour les articles homonymes, voir Le Gall.
Jean-Marie Le Gall (né le 31 août 1967) est un historien moderniste français. Il est spécialisé dans l'histoire religieuse, politique et culturelle du XVe au XVIIe siècle.

## Biographie
Jean-Marie Le Gall naît le 31 août 1967 à Brest. Il obtient l'agrégation d'histoire ainsi que le CAPES d'histoire-géographie en 1990 et enseigne successivement au lycée technique Robert Schuman d'Athis-Mons, à l'université Paris 1 Panthéon-Sorbonne comme allocataire-moniteur et attaché temporaire d'enseignement et de recherche puis au collège La Vallée d'Épinay-sur-Seine.
En 1996, Jean-Marie Le Gall soutient à l’université Paris 1 Panthéon-Sorbonne une thèse de doctorat en histoire consacrée à La réforme des réguliers et l’idée de réforme dans le Bassin parisien : 1450-1560, sous la direction de Nicole Lemaitre. En 1999, il devient maître de conférences en histoire à l'université Paris 1 Panthéon-Sorbonne.
En 2006, Jean-Marie Le Gall soutient à l’université Paris 1 Panthéon-Sorbonne une habilitation à diriger des recherches sur Le mythe de saint Denis entre Renaissance et Révolution, sous la direction d’Alain Cabantous. En 2008, il devient professeur d'histoire moderne à l'université Rennes 2. En 2010, il est élu professeur d’histoire moderne à l'université Paris 1 Panthéon-Sorbonne.
Jean-Marie Le Gall est directeur de l’École d’Histoire de la Sorbonne-UFR d’histoire de l’université Paris 1 Panthéon-Sorbonne de 2012 à 2021. Entre 2016 et 2019 il est également chargé de mission Campus Condorcet pour l'université. Il est premier vice-président de l’université Paris 1 Panthéon-Sorbonne chargé de la vie institutionnelle de 2021 à 2022 et occupe depuis 2022 la fonction de chargé de mission Sorbonne Alliance.
Jean-Marie Le Gall préside le jury d’agrégation d’histoire depuis 2022 et jusqu’en 2026.
Affilié à l’Institut d'histoire moderne et contemporaine, Jean-Marie Le Gall mène des recherches sur une période large allant du XVe au XVIIIe siècle, avec une prédilection pour la Renaissance et un intérêt accru pour les sujets d'histoire religieuse, politique et culturelle. Il étudie les réformes religieuses et la vie des congrégations, les affrontements et manifestations de tolérance en lien avec la religion, le culte des saints et leur insertion dans le cadre urbain, la critique hagiographique ou encore les cérémonies funèbres princières à Notre-Dame et Saint-Denis. L'histoire politique est examinée à travers l'exercice du pouvoir par les souverains dans le cadre diplomatique des rencontres princières, sous l'angle des pratiques guerrières, avec une réflexion approfondie sur les guerres d'Italie et les défaite et captivité de François Ier, ainsi qu'à partir de leurs représentations symboliques, notamment en contexte funèbre. L'histoire culturelle est abordée avec des travaux sur l'Humanisme, l'éducation et l'enseignement universitaire mais également à partir de la relation entretenue par les princes avec l'art et la fête et avec des réflexions sur l'identité, par exemple la masculinité analysée d'après le port de la barbe et de la moustache ou suivant l'action religieuse de Marguerite de Navarre dans un contexte marqué par la Réforme et l'Humanisme.
Jean-Marie Le Gall est président de l’Orchestre et chœur des universités de Paris (OCUP) depuis 2012.

## Publications
- Les moines au temps des réformes : France, 1480-1560, Seyssel, Éditions Champ Vallon, 2001, 642 p. (ISBN 2-87673-325-0, BNF 37653226) [publication de sa thèse de doctorat].
- Le mythe de saint Denis : entre Renaissance et Révolution, Seyssel, Éditions Champ Vallon, 2007, 536 p. (ISBN 978-2-87673-461-6, BNF 41171362) [publication de son habilitation à diriger des recherches].
- Les humanistes en Europe : XVe-XVIe siècles, Paris, Éditions Ellipses, 2008, 263 p. (ISBN 978-2-729-83810-2, BNF 41303146).
- Un idéal masculin ? Barbes et moustaches, XVe – XVIIIe siècles : suivi de Le barbu ou Dialogue sur la barbe d'Antoine Hotman, traduit du latin par Guillaume Flamerie de Lachapelle, Paris, Payot et Rivages, 2011, 383 p. (ISBN 978-2-228-90690-6, BNF 42526269).
- L'Ancien régime : XVIe-XVIIe siècle, Paris, Presses universitaires de France, coll. « Une histoire personnelle de la France », 2013, 198 p. (ISBN 978-2-13-061761-7, BNF 43714879).
- L'honneur perdu de François Ier : Pavie, 1525, Paris, Payot et Rivages, coll. « Bibliothèque historique Payot », 2015, 495 p. (ISBN 978-2-228-91208-2, BNF 44278685).
- Les guerres d'Italie (1494-1559) : une lecture religieuse, Genève, Librairie Droz, coll. « Cahiers d'Humanisme et Renaissance 138 », 2017, 218 p. (ISBN 978-2-600-04751-7, BNF 45211793).
- Défense et illustration de la Renaissance, Paris, Presses universitaires de France, 2018, 388 p. (ISBN 978-2-13-073038-5, BNF 45533087).

### Ouvrages en collaboration
- Jean-Marie Le Gall et Annick Tillier, Rabelais et son temps : Exposition, Cour de cassation. 3 juin-7 juillet 1994, Paris, Cour de cassation, 1994, 57 p. (BNF 35710963).
- Isabelle Briant et Jean-Marie Le Gall, La vie religieuse en France : XVIe-XVIIIe siècle, Paris, Sedes, coll. « Campus. Histoire », 1999, 192 p. (ISBN 978-2-71-819160-7, BNF 37090258).
- Mireille Labrousse, Jean-Marie Le Gall, Eliana Magnani, Yann Codou, Régis Bertrand et Vladimir Gaudrat, Histoire de l’abbaye de Lérins, Bégrolles-en-Mauge, Association pour le rayonnement de la culture cistercienne, coll. « Cahiers cisterciens. Des lieux et des temps 9 », 2005, 563 p. (ISBN 2-85589-709-2, BNF 40165292).
- Denis Crouzet et Jean-Marie Le Gall, Au péril des guerres de religion : réflexions de deux historiens sur notre temps, Paris, Presses universitaires de France, 2015, 89 p. (ISBN 978-2-13-072994-5, BNF 44450884).
- Jean-Marie Le Gall, Claude Michaud, Julien Alerini et Stéphane Lamassé, Comment la confiance vient aux princes : 3344 rencontres princières 1494-1788, Paris, Presses universitaires de France, 2023, 697 p. (ISBN 978-2-13-084447-1, BNF 47329035).

### Direction d’ouvrages et édition scientifique
- Les capitales de la Renaissance, Rennes, Presses universitaires de Rennes, 2011, 192 p. (ISBN 978-2-7535-1389-1, BNF 42454976, lire en ligne).
- La défaite à la Renaissance, Genève, Librairie Droz, coll. « Cahiers d'Humanisme et Renaissance 128 », 2016, 374 p. (ISBN 978-2-600-01967-5, BNF 45290727).
- Chiara Lastraioli, Jean-Marie Le Gall, Luisa Capodieci, Maria Giuseppina Muzzarelli et Giovanni Ricci, François Ier et l’Italie. L’Italia e Francesco I, Turnhout, Brepols, coll. « Études Renaissantes 25 », 2018, 308 p. (ISBN 978-2-503-58127-9, BNF 45609157).

### Contributions
- contributeur de : Laurent Bourquin, Dictionnaire historique de la France moderne, Paris, Belin, 2005, 441 p. (ISBN 2-7011-3336-X, BNF 40077270).
- contributeur de : Claude Gauvard et Jean-François Sirinelli, Dictionnaire de l’historien, Paris, Presses universitaires de France, coll. « Quadrige », 2015, 786 p. (ISBN 978-2-13-056119-4, BNF 44414162).

### Discographie
- La France de l'Ancien Régime : XVIe-XVIIe siècle. Un cours particulier de Jean-Marie Le Gall, Vincennes, Frémeaux & Associés, 2013 (BNF 43627115) [livre audio].

### Articles
- 2003 : « Réformer l'Église catholique aux XVe – XVIIe siècles : Restaurer, rénover, innover ? », Bulletin de l'Association d'étude sur l'humanisme, la réforme et la renaissance, n°56, p. 61-75. DOI https://doi.org/10.3406/rhren.2003.2550
- 2014 : « François Ier et la guerre », Réforme, Humanisme, Renaissance, n°79, p. 35-63. DOI https://doi.org/10.3406/rhren.2014.3381

## Distinctions
- 2007 : Prix Le Dissez de Penanrun de l'Académie des sciences morales et politiques (Institut de France) pour Le mythe de saint Denis : entre Renaissance et Révolution[5].
- 2008 : Première médaille des Antiquités de la France de l’Académie des Inscriptions et Belles-Lettres, pour Le mythe de saint Denis : entre Renaissance et Révolution[6].
- 2019 : Prix du livre d’histoire de l'Europe, décerné par l'Association des historiens, sous le haut patronage du président du Parlement européen et de la Représentation en France du Parlement européen, pour Défense et illustration de la Renaissance[7].